# Computerkast

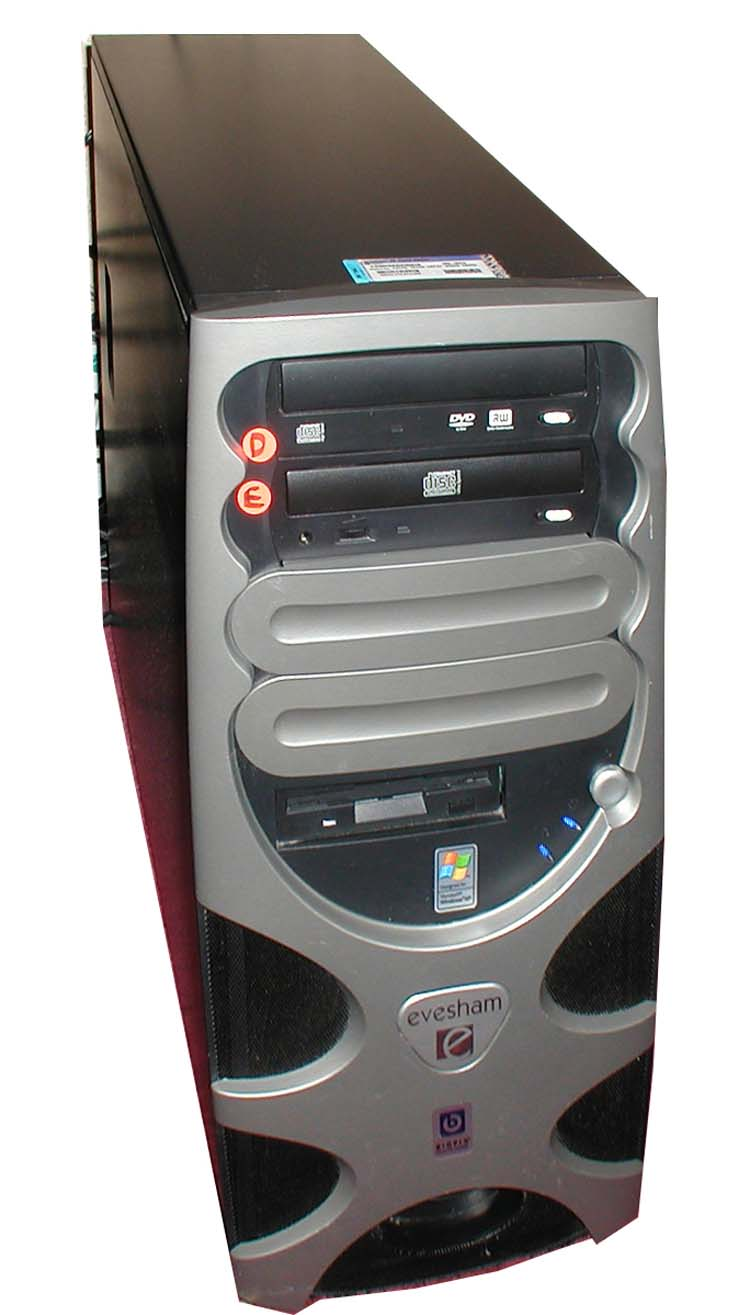
Een tower case met een modern design. De kast bevat een Dvd-rom- en een cd-rw-station, met daaronder een diskettestation. De zilverkleurige panelen zijn afdekplaten die kunnen verwijderd worden wanneer men extra stations wil plaatsen. De aan/uitschakelaar bevindt zich rechts naast het diskettestation.

De computerkast of computerbehuizing (Engels: case) is een omhulsel dat de belangrijkste componenten van een computer bevat. De kasten worden meestal gemaakt uit staal, aluminium of plastic, hoewel soms andere materialen (zoals hout of perspex) zijn gebruikt voor designkasten.
Achter de reden waarom computerkasten veiligst in metaal worden gebouwd schuilt het kooi van Faraday-effect, dat zegt dat alles wat zich in de metalen kooi bevindt, vrij is van elektromagnetische interferentie.

## Grootte en vorm
De kasten bestaan in verschillende groottes of vormfactoren. In 2005 was de populairste vormfactor ATX, hoewel small form factor (SFF) kasten aan populariteit winnen voor diverse toepassingen.
Een kast met een ATX-moederbord en voeding kan nog verschillende vormfactoren aannemen. Veel voorkomende vormen zijn torens (towers), zoals de minitower, miditower, of de grote tower); desktops (ook wel pizza box of horizontale kast); en kasten waar het scherm in geïntegreerd is. Torenvormige behuizingen zijn groter en hebben meestal meer plaats, terwijl horizontale kasten compacter zijn en populairder zijn in de werkomgeving.
De verscheidene kleine kasten worden steeds populairder. Ze worden gemaakt door bedrijven zoals Shuttle Inc. en AOpen. Het Mini-ITX-moederbord is een veelgebruikt moederbord dat voor deze kasten is ontworpen. Ook de Mac mini van Apple is een typisch voorbeeld.

## Functie

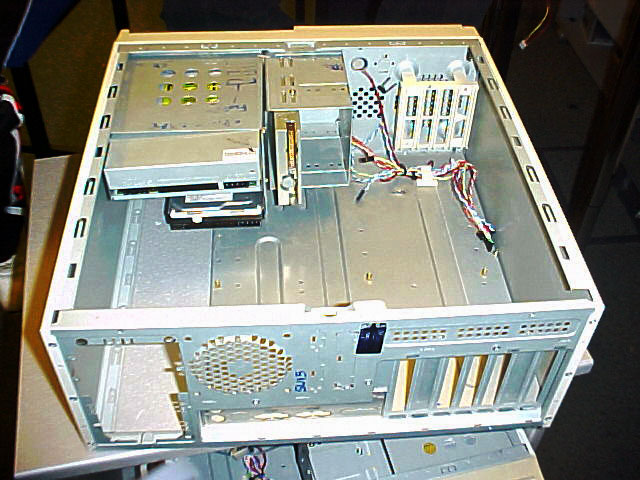
Een geopende computerkast, zonder moederbord en voeding

Computerbehuizingen bieden gewoonlijk plaats voor een voeding, verschillende insteekkaarten, schijven, bedrading en sommige bevatten ook ingebouwde poorten die aan het moederbord moeten gekoppeld worden.
Moederborden worden vastgeschroefd aan de onderkant van de kast, zodat de I/O-poorten te zien zijn aan de zijkant. De voeding is gewoonlijk met schroeven bovenaan in de kast bevestigd. Een gewone kast heeft vier 5,25" en drie 3.5" uitbreidingsruimtes waar componenten zoals harde schijven, diskettestations en cd-rom-stations kunnen worden geplaatst. Een aan-uitknop bevindt zich vaak vooraan, waar ook status-leds kunnen geplaatst worden die weergeven of de computer aanligt, of schijfactiviteit vertoont. Sommige kasten hebben een display die de temperatuur van de kast of de processorsnelheid weer geeft.

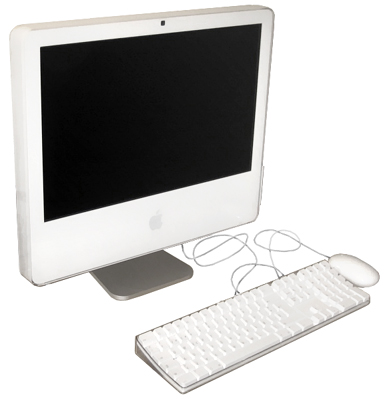
De iMac G5, waar de volledige computer zich in het scherm bevindt en geen aparte kast aanwezig is

Een torenvormige kast wordt afgesloten door een paneel dat men aan de zijkant op zijn plaats schuift en vastschroeft. Recentere modellen zijn verschenen die zonder schroeven kunnen gesloten worden. Er bestaan daarnaast kasten met doorzichtige platen, zodat de binnenkant van de draaiende computer zichtbaar is.

## Uitzicht
Traditionele ontwerpen waren beige van kleur en rechthoekig (ook wel "beige box" genoemd), maar dit ontwerp is in de loop der jaren gewijzigd. Het aanpassen van een kast naar eigen wensen is een hobby op zich geworden, en noemt men "casemodden". Men maakt daarbij vaak gebruik van interne verlichting, gekleurde onderdelen, doorzichtige panelen of vloeistofkoelingen. Bedrijven zoals Alienware bieden ongewone kasten aan.
Op computerbehuizingen kan men vaak stickers terugvinden die het logo van het computerbedrijf of de verkoper tonen. Andere stickers worden gebruikt om het bijgeleverde besturingssysteem (zoals "Designed voor Windows XP") of de processor (zoals "Intel Inside") te tonen.